# 헤이즐캐스트
헤이즐캐스트(Hazelcast)는 컴퓨팅에서 자바 기반의 오픈 소스 인메모리 데이터 그리드(IMDG)이다. 이 제품을 개발하는 회사의 이름이기도 하다. 헤이즐캐스트사는 벤처 캐피털에 의해 투자를 받았으며 본사는 팰로알토에 위치해 있다.

## 같이 보기
- 분산 파일 시스템
- 오라클 코히어런스
- 카우치베이스 서버
- 레디스